# Марксизм-ленинизм

«Знамя марксизма-ленинизма». Рельеф времён СССР, изображающий «основоположников марксизма-ленинизма» (слева направо): К. Маркс, Ф. Энгельс и В. И. Ленин

Маркси́зм-ленини́зм — господствовавшая в СССР коммунистическая идеология, позиционируемая как основанная на наследии ленинизма; в XX веке была господствующей коммунистической идеологией, будучи поддерживаема руководством Советского Союза и связанными с ним силами.
В 1920-е—1930-е годы была установлена как официальная идеология Союза ССР и Коминтерна, а после Второй мировой войны и на протяжении всей холодной войны также стала официальной в странах Второго мира и в ряде стран Движения неприсоединения. Марксизм-ленинизм подвергался критике со стороны других марксистских течений, в том числе «западного марксизма», из-за противопоставления которому первый, особенно говоря о его китайской версии, в том числе и «восточный марксизм»; одним из его наиболее частых названий стал «советский марксизм». Марксизм-ленинизм описывается как, с одной стороны, догматическое учение, а с другой, как инструмент государства и правящей партии, развивавшийся в соответствии с прагматическими задачами и текущей ситуацией. Свои господствующие позиции марксизм-ленинизм утратил после распада СССР.
Марксизм-ленинизм был государственной идеологией однопартийных режимов в странах Второго мира, развитие которой началось в 1920-е годы, уже после смерти Ленина, и основным теоретиком которой был Иосиф Сталин; начало развития идеологии относят к периоду внутрипартийной борьбы.

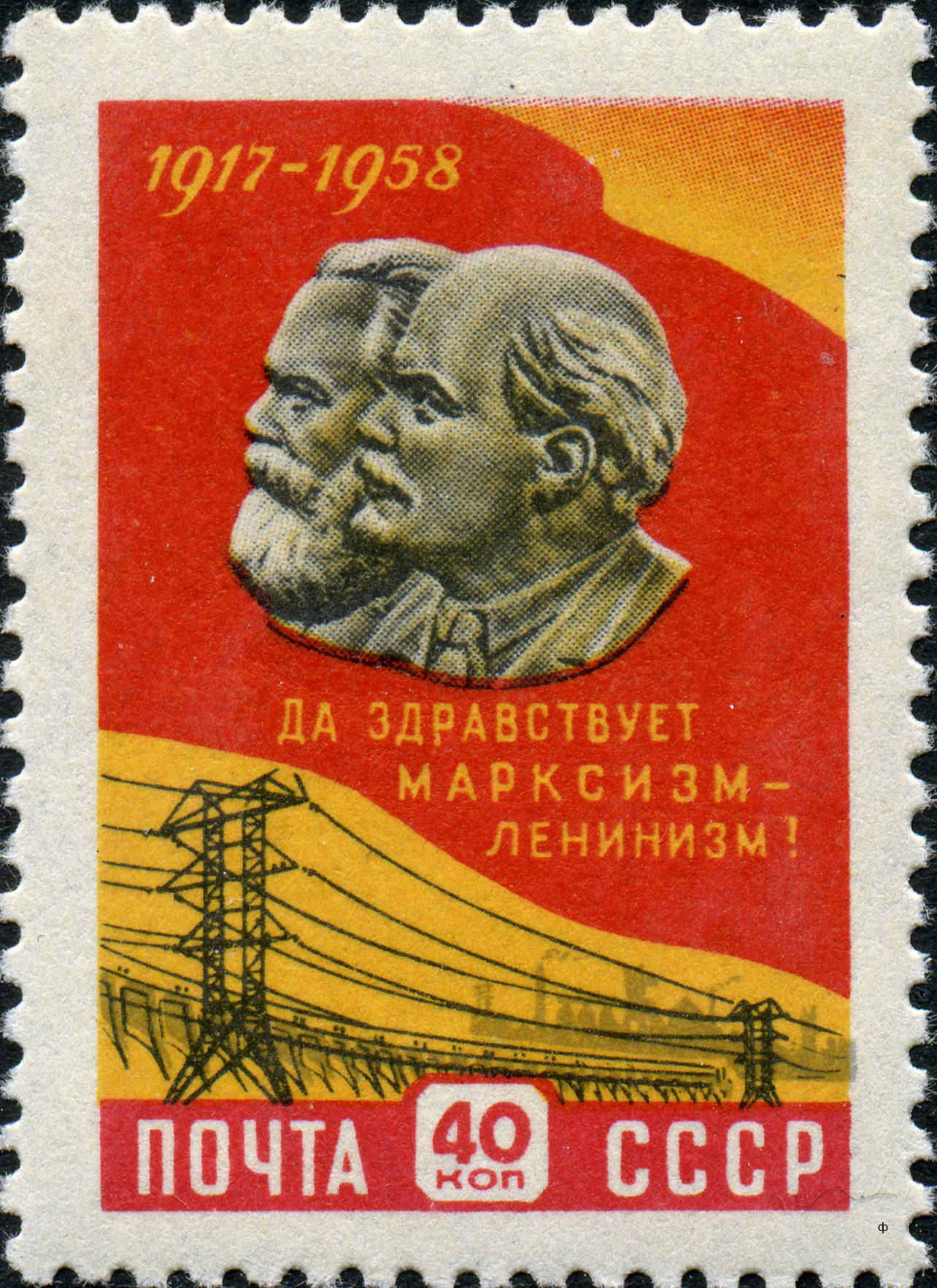
Почтовая марка СССР 1958 года с текстом «Да здравствует марксизм-ленинизм!» и профилями Маркса и Ленина

С точки зрения его последователей, марксизм-ленинизм разрабатывался как учение Владимиром Лениным, развившим учение Карла Маркса и применившим его на практике. В странах «второго мира» официально объявлялся «идеологией рабочего класса». Идеология видоизменялась, также включая в себя учения региональных коммунистических лидеров, имеющие значения преимущественно для руководимых им государств. В советской парадигме марксизм-ленинизм — единственная истинно верная научная система философских, экономических и социально-политических взглядов, интегрирующая концептуальные воззрения относительно познания и революционного преобразования мира, о законах развития общества, природы и человеческого мышления, о классовой борьбе и формах перехода к социализму и строительстве социалистического и коммунистического общества.
Марксизм-ленинизм отвергает анархизм и левый коммунизм, троцкизм, реформизм, социал-демократию и другие учения; он же утверждает теорию о необходимости стадии капитализма перед переходом к социализму. В марксизме-ленинизме важную роль играет идея диктатуры «партии – авангарда рабочего класса», которую Владимир Ленин выдвинул уже после Октябрьской революции как свою интерпретацию идеи диктатуры пролетариата; в СССР существование диктатуры пролетариата декларировалась до 1936 года, однако после Второй мировой войны было отдано предпочтение не диктатуре пролетариата, а народной демократии и народно-демократическим революциям. Согласно идеологии, именно партия осуществляет революцию, организовываясь через демократический централизм; после прихода к власти она устанавливает государственный контроль над средствами производства, подавляя конкуренцию, контрреволюцию и буржуазию, осуществляя строительство социализм в отдельно взятой стране, прокладывая тем самым путь к бесклассовому и безгосударственному коллективистскому коммунистическому обществу.
В настоящее время марксизм-ленинизм является идеологией ряда коммунистических партий, в том числе правящих партий Кубы, Китая, Лаоса и Вьетнама. Государственная идеология Северной Кореи спорно считается производной от марксизма-ленинизма. Выше упомянутые марксистско-ленинские государства в западной академической традиции зачастую именуются коммунистическими государствами.

## Возникновение и применение термина
В Советском Союзе термин «марксизм-ленинизм» вошёл в оборот как название обобщённого учения Ленина, с одной стороны, сохраняющего преемственность по отношению к теории классиков марксизма, а с другой стороны — развивающей таковую в силу революционной практики большевиков и опыта построения социалистического государства и его последующего экономического развития.
Как разновидность идеологии, марксизм-ленинизм лежал в основе программ правящих партий других социалистических стран, а в капиталистических и развивающихся — программ многих партий международного рабочего движения. Советско-китайский раскол повлёк за собой раскол в международном коммунистическом движении, изначально связанный с тем, что обе стороны заявляли о своей приверженности марксизму-ленинизму, взаимно обвиняя друг друга в отступлении от такового. В дальнейшем, несмотря на эволюцию взглядов в КНР, некоторые партии, организации и движения как на Западе, так и на Востоке, продолжают ссылаться в своих программных документах на «марксизм-ленинизм», толкование которого в каждом конкретном случае требует самостоятельного изучения.

## История развития и краткое описание
Ленин принадлежал к числу сторонников «очищения» Маркса от элементов ненаучной «спекулятивной философии». Ленин не считал, что отступает или прибавляет к идеям марксизма что-то существенное.
В марксизме-ленинизме метод материалистической диалектики получил дополнение в виде ортодоксальной формы взглядов, малейшее отступление от которых считалось ревизионизмом и каралось.
В ходе этой эволюции марксизм—ленинизм приобрёл ряд следующих основных элементов:
1. диалектический материализм, который самим Марксом не был описан;
2. исторический материализм, как сам Маркс предпочитал называть свою социальную философию (некоторыми теоретиками был включён в диалектический материализм в конце 1970-х гг. и истолкован как распространение принципов последнего на область общественных явлений);
3. политическая экономия капитализма — критический анализ капитализма;
4. теория партии особого типа и связанного с партией революционного движения, развитая Лениным; такая теория отсутствовала в ортодоксальном марксизме;
5. научный коммунизм — учение о неизбежном установлении нового общественного строя; при этом построение коммунизма то объявлялось делом ближайших десятилетий, то отодвигалось на «исторически обозримый период».

Таким образом дискурс этого учения, ясный и простой, начинался с:
- изложения законов диалектики (отрицание отрицания, противоречие как источник всякого развития, скачкообразный переход количества в качество и восходящее развитие по спирали) и диалектики природы;
- далее следовал исторический материализм (диалектическое взаимоотношение производительных сил и производственных отношений со всеми иными социальными отношениями);
- затем шёл анализ капиталистического строя с целью показать истинность исторического материализма;
- из этого анализа выводилась необходимость организации партии революционного действия
- и делался вывод не столько о неизбежном крахе капитализма, сколько о неотвратимой победе коммунизма.

Такая схема являлась руководством для всех, кто занимался теоретическими проблемами философии и идеологии и вошла во все учебники по марксистско-ленинской философии и научному коммунизму. Р. Арон дал существовавшей системе такой отзыв: «В Москве и в так называемых социалистических странах создали определённую доктрину, идеологический катехизис, возведённый в ранг государственной истины». «Марксистско-ленинская теория есть не догма, а руководство к действию», — отмечал «Краткий курс истории ВКП(б)».

## Основные отличия от классического марксизма
В классическом марксизме отсутствовало понятие «партии нового типа». Диктатура пролетариата, согласно марксистскому учению, является необходимым средством в революционный период борьбы за власть во время перехода от капитализма к коммунизму. Учение марксизма-ленинизма о «партии нового типа», должной стать авангардом рабочего класса в ходе революции и строительства социалистического строя.
Другим важным моментом, в котором марксизм-ленинизм отошёл от классического марксизма, была трактовка предпосылок победы социалистической революции. Согласно Марксу, победа социалистической революции возможна только при условии, что она происходит одновременно в наиболее развитых капиталистических странах. Теория перманентной революции, развивавшаяся Л. Д. Троцким начиная с 1905 года, отрицала промежуток между антифеодальной (буржуазной) и антикапиталистической (социалистической) революциями и утверждала неизбежность перехода от национальной к международной революции: начавшись в России как буржуазная, революция обязательно начнётся и в промышленно-развитых странах, но уже став социалистической. Сталин выдвинул идею о возможности победы социализма в одной отдельно взятой стране, если эта страна является отсталой, по преимуществу крестьянской страной. Однако он приписал идею Ленину, для чего фальсифицировал высказывания как Ленина, так и Троцкого. Это позволило Сталину получить возможность резко противопоставить «ленинизм», утверждающий, что построить социализм в одной стране возможно, «троцкизму», преподносимому им как пораженческая, антиленинская позиция.

## Соотношение с другими учениями и доктринами

### Сталинизм
Сталинизм — политическая система, существовавшая в период управления СССР Иосифом Сталиным. С точки зрения сталинистов, неосталинистов и марксистов-ленинцев, сталинская политическая система была воплощением теории марксизма-ленинизма на практике. После XX съезда были осуждены Культ личности Сталина и массовые репрессии, однако в целом период продолжил трактоваться как строительство социализма согласно марксистско-ленинской теории.
Сам марксизм-ленинизм характеризуют как идеологию сталинизма, главным теоретиком которой выступил сам Сталин, формирование которой началось в 1920-е годы после смерти Ленина: так, например, в Большой российской энциклопедии говорится, что в основу философии марксизма-ленинизма лёг раздел вышедшего в 1938 году «Краткого курса истории ВКП(б)» «О диалектическом и историческом материализме», написанный Сталиным; сама книга стала основой идеологии марксизма-ленинизма, и Сталин, выступавший в роли главного теоретика этой идеологии, назвал «Краткий курс» «манифестом — песнь песней марксизма»; эта книга и закрепила термин марксизм-ленинизм. Официально при жизни Сталина идеология государства называлась марксизм-ленинизм, поскольку слово сталинизм в СССР не использовалось и было легализовано только в Перестройку, как слово ленинизм не использовалось при жизни Ленина. Хотя слово сталинизм и предлагалось, Сталин и сталинисты от него отказались, предпочитая позиционировать Сталина как ученика Ленина и «Ленина сегодня». Сторонники такого взгляда на марксизм-ленинизм критически относятся к идеологии, считая, что Сталин и его сторонники начали разрабатывать её как вульгарное прочтение марксизма и взглядов Ленина в угоду политической конъюнктуре, для теоретического обоснования политики сталинизма и утверждения победы Сталина во внутрипартийной борьбе. Согласно такой трактовке, хотя Сталин и стал основным теоретиком марксизма-ленинизма, сталинизм и марксизм-ленинизм не тождественны, так как в то время как сталинизм прочно связан с личностью самого Сталина и оканчивается с началом «десталинизации», марксизм-ленинизм был сохранён как государственная идеология стран «Второго мира», подвергшись переработке.

### Троцкизм
Лев Троцкий развивал марксистские идеи в теории перманентной революции. Троцкисты считают себя «большевиками-ленинцами», но термин марксизм-ленинизм по отношению к себе не используют. Троцкистов сталинисты называют ревизионистами, утверждая, что их видение и взгляды Ленина разнятся. Связано это с поражением во внутрипартийной борьбе левой оппозиции перед сталинистским блоком.

### Маоизм
После XX Съезда и нарастания противоречий между СССР и КНР сторонники Мао Цзэдуна в международном коммунистическом движении объявляют себя носителями традиций марксизма-ленинизма в его сталинистском понимании в противовес (как считали они) обуржуазившейся партийной бюрократии КПСС.
Обосновывая предложенные Мао Цзэдуном теоретические тезисы (критика партийной бюрократии — «огонь по штабам») и ставка на аморфные группы революционной молодёжи (хунвэйбины); осознание партизанской войны как единственной революционной практики в условиях колониального и полуколониального государства; акцент на идее культурной революции), маоисты объявляют их творческим развитием марксизма-ленинизма в форме марксизма-ленинизма-маоизма, которая является официальной идеологией правящей Коммунистической партией Китая.
Коммунистическая партия Китая утверждает, что руководствуется в своей деятельности марксизмом-ленинизмом, что обговорено и в её уставе: «Марксизм-ленинизм открыл законы исторического развития человеческого общества, его основные положения остаются верными и обладают могучей жизненной силой».

### Чучхе
Официальная идеология правящей Трудовой партии Северной Кореи, возникшей в 1955, в результате трансформации идей марксизма-ленинизма и идей Ким Ир Сена.

## Официальная идеология СССР
Конституцией 1977 года марксизм-ленинизм был закреплён официальной идеологией Советского Союза.
До этого в конституции СССР 1936 года была формально закреплена роль руководствовавшейся идеологией марксизма-ленинизма КПСС как доминирующей партии.
Тома полных собраний сочинений основоположников (Маркса, Энгельса, Ленина) стояли на почётном месте во всех советских библиотеках (одно время рядом с ними были также собрания сочинений Сталина). Существовала также официально одобренная интерпретация трудов классиков, которая менялась с ходом времени.
С 1925 г. в СССР во всех вузах введён курс «Основы марксизма-ленинизма», составной частью которого являлась «История ВКП(б)».
Марксизм-ленинизм подлежал обязательному изучению во всех советских образовательных учреждениях, начиная со старших классов средней школы. Также выпускалось большое количество книг и научных статей, посвящённых толкованию марксизма-ленинизма. Издательская деятельность в СССР по теме «Марксизм-ленинизм» в 1979—1990 гг. характеризовалась следующими цифрами:
|                                       | 1979     | 1980     | 1981     | 1985     | 1987     | 1988     | 1989     | 1990    |
| ------------------------------------- | -------- | -------- | -------- | -------- | -------- | -------- | -------- | ------- |
| Кол-во книг и брошюр, печатных единиц | 597      | 771      | 545      | 529      | 460      | 453      | 326      | 308     |
| Тираж, млн экз.                       | 20,600   | 25,6618  | 22,3762  | 21,0629  | 13,4011  | 12,7307  | 10,7185  | 5,6562  |
| Печатных листов-оттисков, млн         | 294,2552 | 293,8961 | 222,3956 | 280,6508 | 214,1762 | 206,5520 | 116,7927 | 68,9841 |

Однако все споры велись вокруг незначительных вопросов; любые попытки усомниться в базовых положениях марксизма-ленинизма сурово пресекались.
Дополнением к трудам основоположников были решения и постановления съездов и пленумов КПСС; эти документы также подлежали обязательному изучению в учебных заведениях СССР.
Конечной целью марксизма-ленинизма провозглашалось установление коммунистического строя во всём мире; при этом СССР и другие социалистические страны должны были служить исходной базой для распространения коммунизма на другие страны (на Западе это называли «экспортом революции»). СССР также претендовал на роль руководителя всего мирового коммунистического движения, что создало основу для конфликта с Югославией и позже с Китаем.

## Угасание интереса к марксизму-ленинизму
Угасание интереса к марксизму-ленинизму привело к тому, что коммунистический энтузиазм для многих сходил на нет. Первым глубинным свидетельством этого явилась новая Третья программа Коммунистической партии Советского Союза, провозгласившая в 1961 году, что  «нынешнее поколение советских людей будет жить при коммунизме». Вера в реальность построения коммунизма для многих стала угасать с конца 1970-х гг.
Одним из признаков нарастающего кризиса марксизма-ленинизма стало то, что начиная с 1960-х гг. стали появляться работы, посвящённые философии науки, логике, истории философии и не связанные непосредственно с традиционной проблематикой диалектического и исторического материализма. Понятия «марксистско-ленинская философия» и «советская философия» уже не были идентичны и продолжали расходиться с течением времени. Целый ряд советских философов 1970—1980-х гг. не имел уже к марксизму-ленинизму отношения.
К началу перестройки два основных постулата марксизма-ленинизма — убеждение в том, что коммунизм способен опередить капитализм в сфере экономики, и убеждение в нравственном превосходстве идеалов коммунизма — для многих оказались подорванными. Даже вопрос о том, построен ли в Советском Союзе социализм, о полном утверждении которого так много говорилось со второй половины 1930-х гг., для многих так и остался без ответа. К началу 1990-х годов в СССР произошло постепенное отступление от марксизма-ленинизма как от доминирующей государственной идеологии.
После распада СССР КПРФ, фактически отойдя от марксистско-ленинской и коммунистической в целом теории, остаётся значимой политической силой, представленной в парламенте. Также, с 1990-х годов и до 2000-х, в России неоднократно появлялись марксистско-ленинские партии и организации (РКРП, Рот Фронт и т. д.).

## Критика
Критики марксизма-ленинизма относят к основным ошибкам учения марксизма-ленинизма его теоретическое положение, согласно которому коммунизм будет способен обеспечить более высокую производительность труда, чем капитализм. 
Также марксизм-ленинизм критикуется за то что он был авторитарно-тоталитарной идеологией и применение насилия и подавления в отношении инакомыслящих граждан СССР.